# یوزف کرامر
یوزف کرامر (به آلمانی: Josef Kramer) (زاده ۱۰ نوامبر ۱۹۰۶ – مرگ ۱۳ دسامبر ۱۹۴۵) یک افسر آلمانی و جنایت‌کار جنگی در دوره رایش سوم و فرمانده اردوگاه مرگ برگن بلزن بود. وی همچنین معاون فرمانده اردوگاه مرگ آشویتس بود. وی در ۱۳ دسامبر ۱۹۴۵ با طناب دار اعدام شد.